# Melasina cremata
Melasina cremata är en fjärilsart som beskrevs av Edward Meyrick 1911. Melasina cremata ingår i släktet Melasina och familjen säckspinnare. Inga underarter finns listade i Catalogue of Life.